# Valentine et Cie
Pour plus de détails, voir Fiche technique et Distribution.
Valentine et Cie est un téléfilm belgo-français réalisé par Patrice Martineau et diffusé en 2007. Ce film fait suite à Valentine réalisé en 2003.

## Synopsis
Valentine, une fermière au tempérament exubérant et ayant son franc-parler, est finalement tombée amoureuse de Grégoire, le frère cadet de son ami d'enfance Xavier de Peyrac, dont elle est éprise depuis toujours. Ils décident de se marier le même jour où Xavier convole avec sa fiancée suédoise Jessica.
Or quelque temps avant ces double-noces, Naéma, l'ex-petite amie de Grégoire débarque avec Mohammed dit « Momo », le fils de 8 ans qu'elle a eu avec ce dernier qu'il ne connait pas. Valentine, prise au dépourvu de cette visite impromptue, s'interroge sur l'avenir des relations avec Grégoire qui, lui-même n'est plus certain de vouloir l'épouser.
Quelques jours après, Jessica rompt avec Xavier après être tombée amoureuse de Hugues Cesaire, le cousin martiniquais de Valentine qui a été convié, avec sa sœur Louise, à la cérémonie. C'est probablement la chance inespérée qui s'offre à Valentine et Xavier pour sérieusement envisager d'officialiser leur union.

## Fiche technique
- Réalisateur : Patrice Martineau
- Scénariste : Sophie Baren, Nicole Jamet
- Société de production : Yes Productions
- Productrice : Corinne Touzet
- Décors : Dominique Treibert
- Costumes : Yvette Frank
- Musique du film : Alice Willis
- Photographie : Jean-Pierre Aliphat
- Montage : Pascale Arnaud
- Distribution des rôles : Marie-Claude Schwartz
- Pays d'origine :  France- Belgique
- Genre : Comédie
- Durée : 105 minutes
- Date de diffusion :
  - France : 6 octobre 2007

## Distribution
- Corinne Touzet : Valentine Clément
- François-Éric Gendron : Xavier de Peyrac
- Guillaume Cramoisan : Grégoire de Peyrac
- Babsie Steger : Jessica
- Raphaëline Goupilleau : Nadège
- Samira Lachhab : Naema
- Elisabeth Rodriguez : Anne-Marie
- Alexandre Elardja : Momo
- David Lowe : Stevens
- Peggy Leray : Louise Cesaire
- Thierry René : Hugues Cesaire
- Louis Navarre : Le maire
- Patricia Kell : Alina Venturi
- Franck Adrien : Ludovic
- Marie Provence : Camille
- Franck Capillery : Alphonse Deplat
- Hervé Dubourjal : Baron de la Farge
- Florence Hautier : Baronne de la Farge
- Valérie Labro : Armande Eysette
- Raymonde Aubray : Madame Louis
- Christophe Gorlier : Client touriste
- David Marchal : Copain karaoké
- Philippe Perrin : Le comptable
- Fabien Baïardi : Livreur 1
- Christophe Véricel : Livreur 2
- Catherine Alias : Cliente Starlook 1
- Nicole Galici : Cliente Starlook 2
- Pasquale D'Inca : Patron café
- Julien Bucci : Assistant labo
- Anne Duteil : Nathalie Duvivier
- Corinne Frandino : Mère d'Aurélie
- Melissa Nouguier : Aurélie
- Christiane Conil : Madame Carlin
- Paule Daré : Secrétaire académie
- Dominick Breuil : Ouvrier syndic
- Cameyron Ngiemba : Lucien
- Noaa Ngiemba : Léon
- Salomé Pupat : Suzy

## Tournage
Le téléfilm a été tourné dans le Vaucluse, à Châteauneuf-du-Pape et ses environs.